# OHO
OHO – słoweńska grupa artystyczna, skupiająca poetów i plastyków, działająca w latach 1966–1971, której nazwa wywodzi się od połączenia słoweńskich słów oko i ucho (oko i uho). Grupa propagowała poezję konkretną.

## Historia grupy
Grupa rozpoczęła działalność w 1966 roku w Kranju, publikując almanach "Eva", stanowiący manifest poezji konkretnej. Kolejną publikacją grupy był almanach "Pericarežeracirep" (tytuł jest palindromem), wydany w 1967 roku. W 1968 z inicjatywy grupy ukazał się almanach pt. "Katalog II". Równocześnie przez cały czas działalności członkowie OHO publikowali artykuły teoretyczne na łamach pisma "Tribuna", zamieszczali też wiersze w belgradzkim czasopiśmie "Rok". Ich poezja ukazywała się także w formie książkowej w ramach serii Biblioteka "Znamenja". W 1970 poeci i plastycy zgrupowani w OHO wzięli udział w wystawie Information Show zorganizowanej w Museum of Modern Art w Nowym Jorku (byli na niej jedynymi przedstawicielami tej części Europy). Ponadto członkowie OHO urządzali liczne happeningi. Działalność OHO zakończyła się w 1971 roku.

## Członkowie i publikacje
Z OHO związani byli m.in. Marko Pogačnik, Marjan Ciglič, Iztok Geister, Milenko Matanović, Franci Zagoričnik, Tomaž Brejc, David Nez, Tomaž Šalamun, Slavoj Žižek oraz Aleš Kermauner. Do charakterystycznych dla grupy publikacji należą m.in. produkt Książka (artikel KNJIGA, 1965) Pogačnika, Wizualne i gramofonowe płyty (Vizuelne i gramfonske plošče, 1966) Matanovicia, Opus nic (Opus nič) Zagoričnika  oraz Przeznaczenie peleryny (Namen pelerine, 1968) Šalamuna.

## Poglądy i twórczość
Członkowie grupy postulowali współistnienie literatury i sztuk plastycznych. Chętnie korzystali z doświadczeń futuryzmu, dadaizmu, nadrealizmu i twórczości Apollinaire'a, tworząc starannie zorganizowaną poezję wizualną, opierającą się na zabawie tworzywem i grafiką. Postulowali oderwanie sztuki od problemów egzystencjalnych i zaangażowania. Zamiast tego propagowali sztukę ludyczną, oderwaną od rzeczywistości, eksperymentalną. Plastycy związani z grupą czerpali z pop-artu, uznawali, że sztuką może być wszystko, wystawiali przedmioty codziennego użytku i zwierzęta. 